# Francesco Giovanni Ricci
Francesco Giovanni Ricci (Genova, 6 ottobre 1789 – Genova, 2 maggio 1856) è stato un banchiere e politico italiano.
Socio promotore dell'Accademia ligustica di belle arti di Genova, dal 1848 fu Senatore del Regno di Sardegna.